# Soyuz 29
Soyuz 29 fue una misión de una nave Soyuz 7K-T lanzada el 15 de junio de 1978 desde el cosmódromo de Baikonur con dos cosmonautas a bordo hacia la estación espacial Salyut 6.
La misión de Soyuz 29 fue acoplarse a la estación Salyut 6 para realizar diversos experimentos científicos y técnicos. Durante su estancia en la estación (la segunda más larga de la Salyut 6) la tripulación recibió la visita de las misiones Soyuz 30 y Soyuz 31. La tripulación de esta última misión regresó a tierra en la Soyuz 29, permitiendo a la tripulación original permanecer más tiempo en el espacio que el tiempo de vida que la nave Soyuz podía pasar en el espacio.
La Soyuz 29 regresó el 3 de septiembre de 1978.

## Tripulación

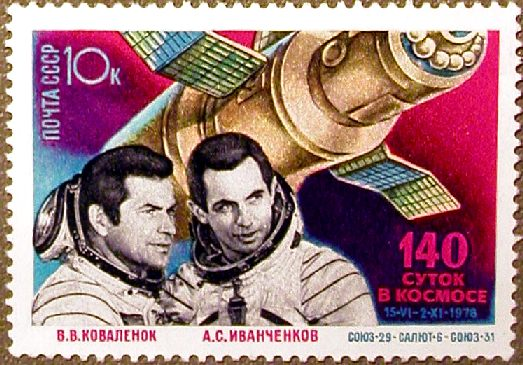
Sello conmemorativo soviético de la Soyuz 29.

### Despegaron
- Vladimir Kovalyonok (Comandante)
- Aleksandr Ivanchenkov

### Aterrizaron
- Valery Bykovsky (Comandante)
- Sigmund Jähn (Especialista científico - República Democrática Alemana)

## Tripulación de respaldo
- Vladimir Lyakhov (Comandante)
- Valeri Ryumin (Ingeniero de vuelo)